# ZIM

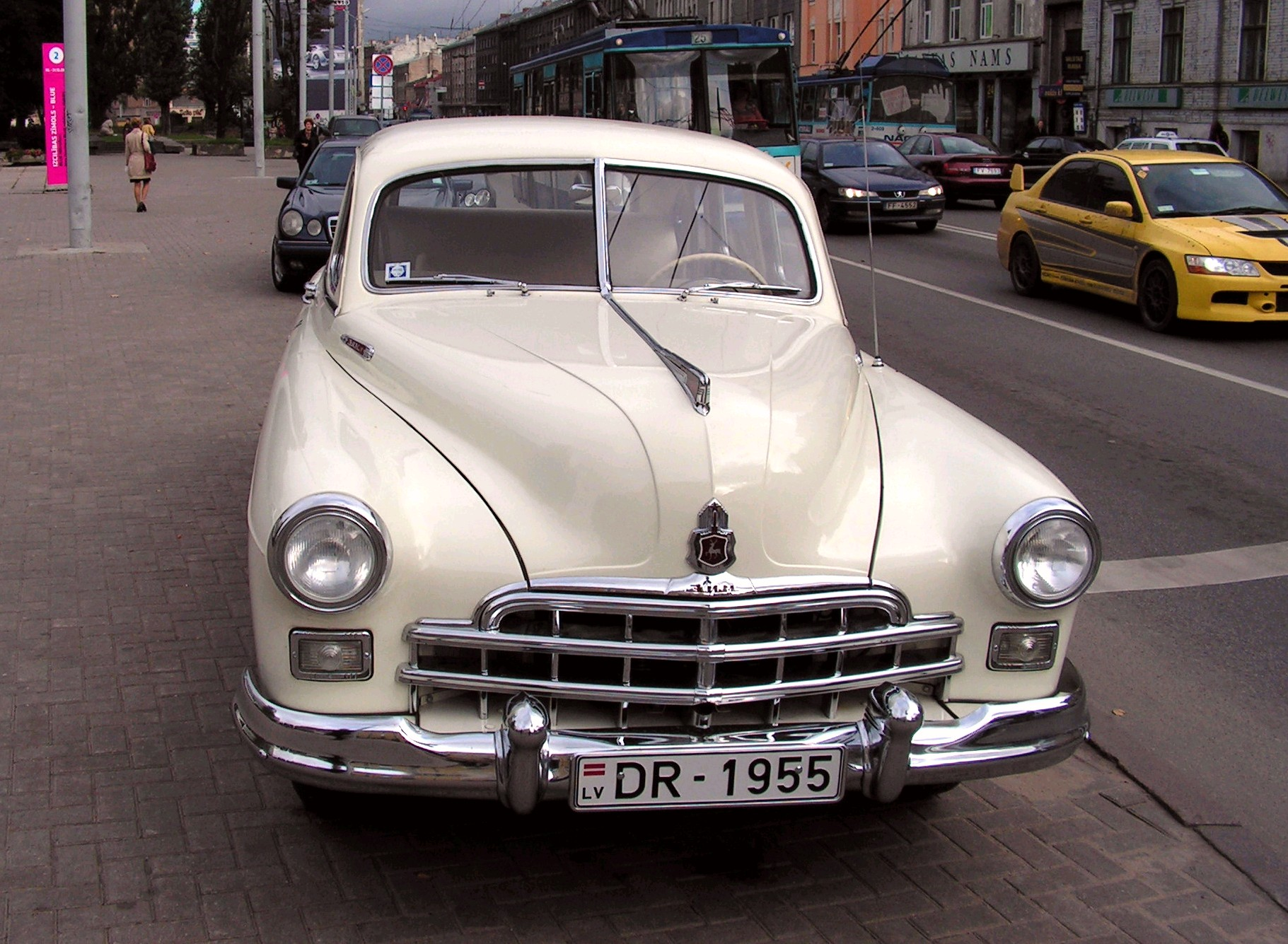
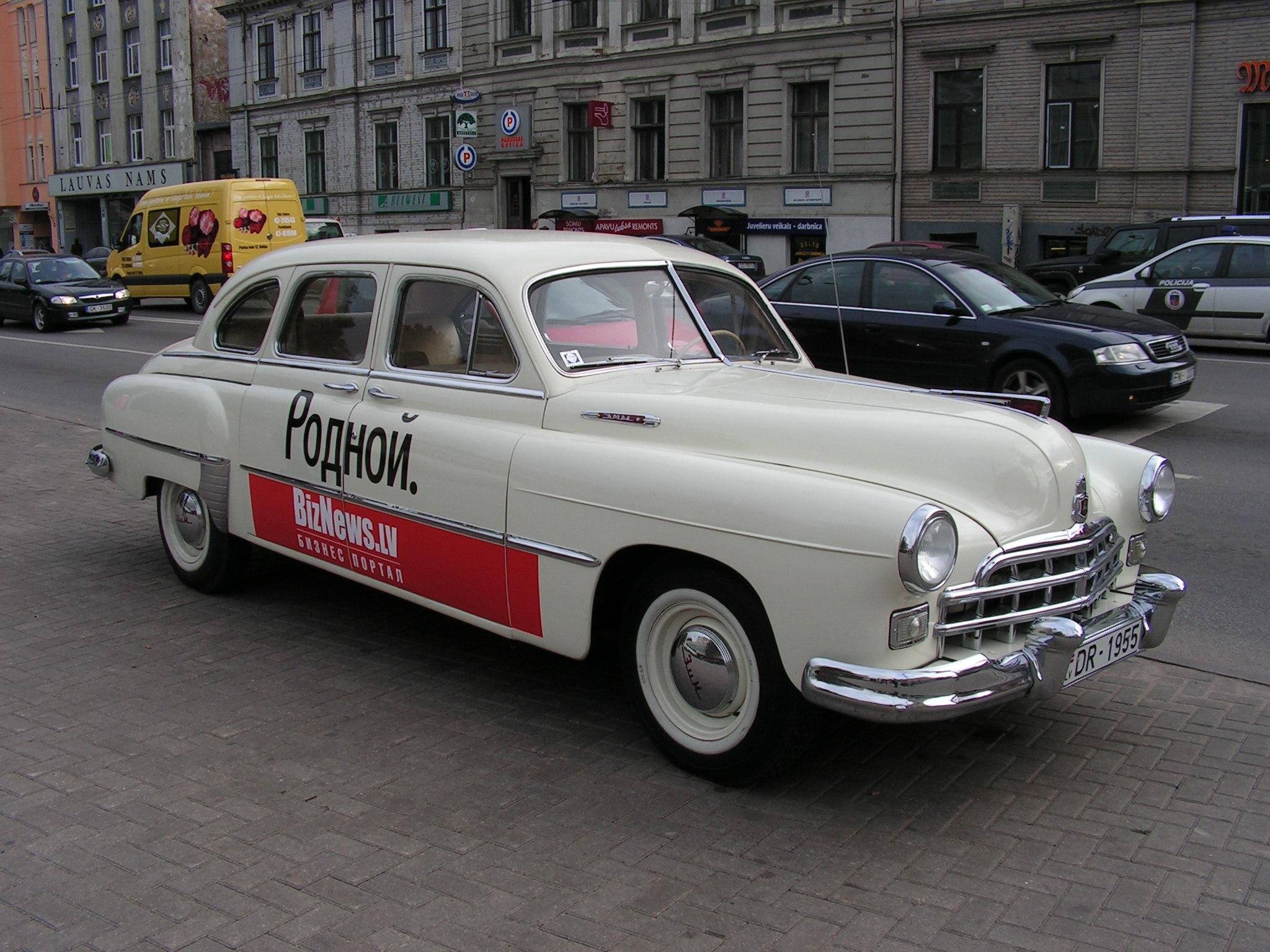
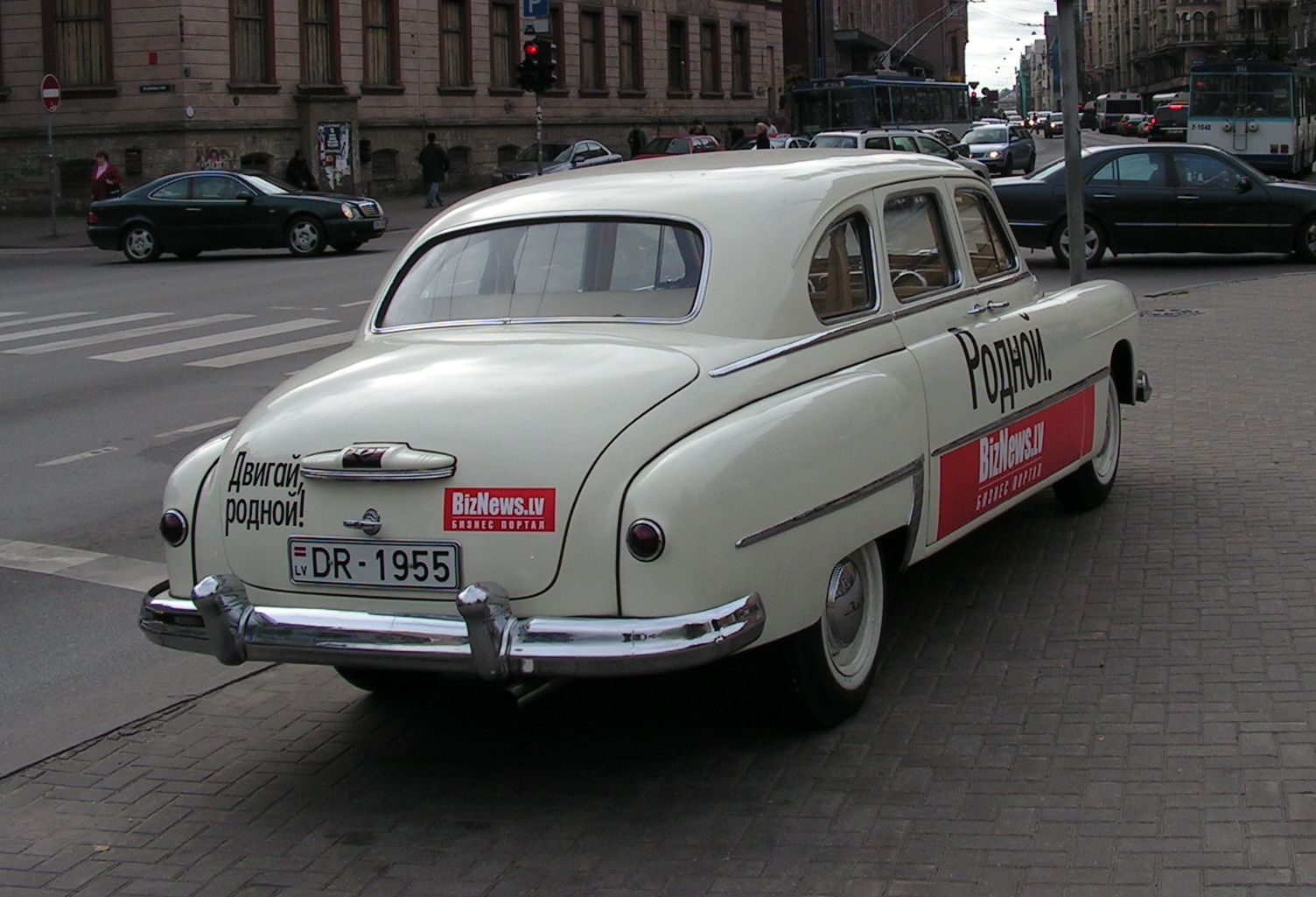

ZIM (ry. ЗИМ), förkortning för Zavod Imeni Molotova (Завод Имени Молотова), vilket betyder Molotovs bilindustri, uppkallad efter utrikesministern Vjatjeslav Molotov(Вяачеслав Молотов), är ett bilmärke som tillverkades i Sovjetunionen mellan 1950 och 1957. I Sovjetunionen var bilarna statlig egendom och förbehållna partifunktionärer av enklare status, varför de ej såldes till allmänheten. ZIM hade en L-tappsmotor på 94 hästkrafter och en toppfart på 145 kilometer i timmen. Bilarna var stora och rymliga, oftast blanksvarta, och påminde utseendemässigt om Cadillac och Buick. I Sverige kostade bilen 21 000 kronor.
ZIM är en modell av märket GAZ, som officiellt tillverkades mellan 1949 och 1957. Enligt osäkra källor monterades den sista bilen i början på 1960. År 1958 kom efterträdaren Tjajka. Totalt tillverkades drygt 17 000 limousiner och 4 500 ambulanser och övriga specialfordon av modellen ZIM. De hade en sexcylindrig sidventilsmotor på 3,48 liter och 90 HK. Växellådan var treväxlad med oljeturbinväxel, toppfarten angavs till 120 km/h.
Bland sovjetiska bilar hade den flera innovationer som 12-volts elsystem och självbärande kaross.
Data för 7-sitsig limousine: 

Längd: 553 cm 

Bredd: 190 cm 

Höjd: 166 cm 

Tjänstevikt: 1 950 kg